# Егорова, Любовь Ивановна
Любо́вь Ива́новна Его́рова (род. 5 мая 1966, Северск, Томская область, РСФСР, СССР) — советская и российская лыжница, шестикратная олимпийская чемпионка, трехкратная чемпионка мира, обладательница Кубка мира (1993), Заслуженный мастер спорта СССР (1991), Заслуженный мастер спорта России (1994), Герой Российской Федерации (1994). Политический деятель с 2007 года.
По количеству золотых наград на зимних Олимпийских играх среди женщин уступает только Марит Бьёрген (8) и делит второе место с Лидией Скобликовой, Ирен Вюст и Натали Гайзенбергер.

## Биография
Родилась в закрытом городе Северске. С 13 лет занималась лыжным спортом у заслуженного тренера СССР Николая Харитонова. В 1983 году окончила среднюю школу и поступила в Томский государственный педагогический институт на факультет физического воспитания. В 1988 году переехала в Ленинград.
Тренерами в национальной сборной были Николай Лопухов и Александр Грушин.
Дебютировала на Кубке мира в сезоне 1983/84. В своем первом старте 17 марта 1984 года финишировала 14-й и завоевала первые кубковые очки (гонка на 5 км классикой в Чехословакии в Штрбске-Плесо). В сборной команде СССР выступала с 1986 года. Первым крупным достижением спортсменки стали две серебряные и одна бронзовые медали на XIII зимней универсиаде в Штрбске-Плесо. В сезоне 1989/90 закончила сезон на шестом месте. В этом сезоне она впервые поднялась на пьедестал в индивидуальной гонке (20 февраля 1990 года на этапе в Валь-ди-Фьемме заняла второе место в гонке на 10 км свободным стилем).
В сезоне 1990/91 впервые стала чемпионкой мира в индивидуальной гонке, выиграв марафон 30 км свободным стилем в итальянском Валь-ди-Фьемме. Первенствовала также в составе советской эстафетной команды на этом чемпионате. По ходу сезона Егорова четыре раза поднималась на пьедестал в различных гонках Кубка мира, один раз была первой вместе с командой в эстафете. В генеральной классификации заняла третье место, пропустив Вяльбе и Бельмондо.
В сезоне 1991/92 на этапах Кубка мира пять раз выигрывала подиумы (вторые — третьи места). На Олимпиаде в Альбервилле выиграла медали во всех пяти дисциплинах. Стала трехкратной олимпийской чемпионкой (в составе эстафеты и в индивидуальных гонках на 15 км классикой и 15 км коньком), выиграла два серебра — на 5 км классикой и в марафоне 30 км свободным стилем. В кубке мира — третья.
Завоевала Кубок мира 1992/93. Четыре раза выиграла индивидуальные гонки, два раза была второй и один раз третьей. На чемпионате мира в шведском Фалуне выиграла золото в составе эстафетной четверки, серебро на 5 км классикой и две бронзы — пасьют 15 км и 30 км (обе гонки свободным стилем).
В Кубке мира 1993/94 дважды выигрывает гонки и еще четыре раза стояла на подиумах. На Олимпиаде в Лиллехаммере только Егорова и Мануэла ди Чента выиграли чемпионские титулы в индивидуальных гонках. Егорова первенствовала в гонках на 5 км классикой, преследовании на 15 км коньком и в эстафете. В эстафете она стартовала на четвертом этапе свободным стилем и вывела сборную России на первое место. Это золото стало шестым в олимпийской копилке Егоровой и рекордным на зимних олимпиадах. Кубок мира закончила на втором месте, уступив ди Ченте.
Сезон 1994/95 пропустила из-за рождения сына Виктора.
В сезоне 1995/96 четыре раза первенствовала на этапах Кубка мира (два раза в составе эстафеты) и еще трижды была на пьедестале — пятое месте в генеральной классификации.
В Кубке мира 1996/97 Егорова до чемпионата мира в Тронхейме выиграла две гонки в составе эстафеты, дважды занимала места на подиуме (один раз в эстафете). В первой гонке чемпионата на 15 км свободным стилем заняла шестое место, через два дня в гонке на 5 км классическим стилем стала чемпионкой. Через три дня Егорова была дисквалифицирована на два года за употребление стимулятора бромантана, а золотая медаль досталась Елене Вяльбе. Несмотря на пропуск оставшейся части сезона из-за дисквалификации, в итоговом зачете Кубка мира Егорова заняла 10 место.
В сезоне 1998/99 Егорова вернулась после дисквалификации. Единственный подиум (второе место) завоевала в составе эстафеты под занавес сезона. Следующие три сезона добивалась локальных успехов только в составе эстафет. В сезоне 2002/03 завершила выступления.

### Дальнейшая деятельность
В 1994 году закончила Российский государственный педагогический университет им. Герцена, в 1999 году — аспирантуру при нём. Также окончила Северо-Западную академию государственной службы.
Живёт в Санкт-Петербурге, работает проректором по спортивной работе в Национальном государственном университете физической культуры, спорта и здоровья имени П. Ф. Лесгафта, кандидат педагогических наук, профессор кафедры теории и методики лыжного спорта.
С 2007 года занимается политикой. Вошла в тройку лиц, возглавлявших список КПРФ на выборах в Законодательное Собрание 11 марта 2007 года в Санкт-Петербурге.
С марта 2007 года — депутат Законодательного Собрания Санкт-Петербурга, Представитель Законодательного Собрания по связям с Почетными гражданами Санкт-Петербурга, член комиссии Законодательного Собрания по образованию, культуре и науке.
В 2011 году баллотировалась от партии «Единая Россия» в Законодательное собрание Санкт-Петербурга V созыва по 49 избирательному округу. Получила 46,79 % по итогам выборов. Вновь избрана депутатом Законодательного собрания VI созыва. Стала членом комитета по законодательству и комиссии по образованию, культуре и науке.
В 2016 году выдвинула своего 21-летнего сына Виктора Сысоева в депутаты Законодательного Собрания Санкт-Петербурга от партии ЛДПР. Он стал самым молодым депутатом за всю историю городского Заксобрания.
В 2019 году включена в Книгу рекордов (достижений) Вооруженных Сил Российской Федерации.

## Результаты на Кубке мира
| Сезон     | Генеральный зачет | Генеральный зачет | Дистанционные виды | Дистанционные виды         | Спринт | Спринт |
| Сезон     | Очки              | Место             | Очки               | Место                      | Очки   | Место  |
| --------- | ----------------- | ----------------- | ------------------ | -------------------------- | ------ | ------ |
| 1983/84   | 7                 | 45.               | -                  | -                          | -      | -      |
| 1987/88   | 19                | 29.               | -                  | -                          | -      | -      |
| 1988/89   | 6                 | 42.               | -                  | -                          | -      | -      |
| 1989/90   | 94                | 6.                | -                  | -                          | -      | -      |
| 1990/91   | 126               | 3.                | -                  | -                          | -      | -      |
| 1991/92   | 152               | 3.                | -                  | -                          | -      | -      |
| 1992/93   | 760               | 1.                | -                  | -                          | -      | -      |
| 1993/94   | 740               | 2.                | -                  | -                          | -      | -      |
| 1994/95   | -                 | -                 | -                  | -                          | -      | -      |
| 1995/96   | 690               | 5.                | -                  | -                          | -      | -      |
| 1996/97   | 271               | 10.               | 96                 | 9.                         | 135    | 9.     |
| 1997/98   | -                 | -                 | -                  | -                          | -      | -      |
| 1998/99   | 38                | 41.               | 20                 | 36.                        | 18     | 54.    |
| 1999/2000 | 310               | 14.               | 82 206             | 14. 11.(средние дистанции) | 22     | 39.    |
| 2000/01   | 188               | 22.               | -                  | -                          | 58     | 26.    |
| 2001/02   | 263               | 17.               | -                  | -                          | 86     | 21.    |
| 2002/03   | 132               | 34.               | -                  | -                          | 27     | 44.    |

## Награды
- Герой Российской Федерации (22 апреля 1994) — за выдающиеся достижения в спорте, мужество и героизм, проявленные на XVII зимних Олимпийских играх 1994 года[5].
- Орден «За заслуги перед Отечеством» IV степени (25 мая 2015) — за большой вклад в социально-экономическое развитие Российской Федерации, достигнутые трудовые успехи, активную общественную деятельность и многолетнюю добросовестную работу[6].
- Почётный гражданин Северска (1992), Санкт-Петербурга (1994) и Томской области (2005).

## Семья
Муж Игорь, сыновья Алексей и Виктор (футболист, депутат Законодательного собрания г. Санкт-Петербурга).